# Ephydra tibetensis
Ephydra tibetensis är en tvåvingeart som beskrevs av Cresson 1934. Ephydra tibetensis ingår i släktet Ephydra och familjen vattenflugor. Inga underarter finns listade i Catalogue of Life.